# ヒュー・ガスコイン＝セシル (初代クイックスウッド男爵)

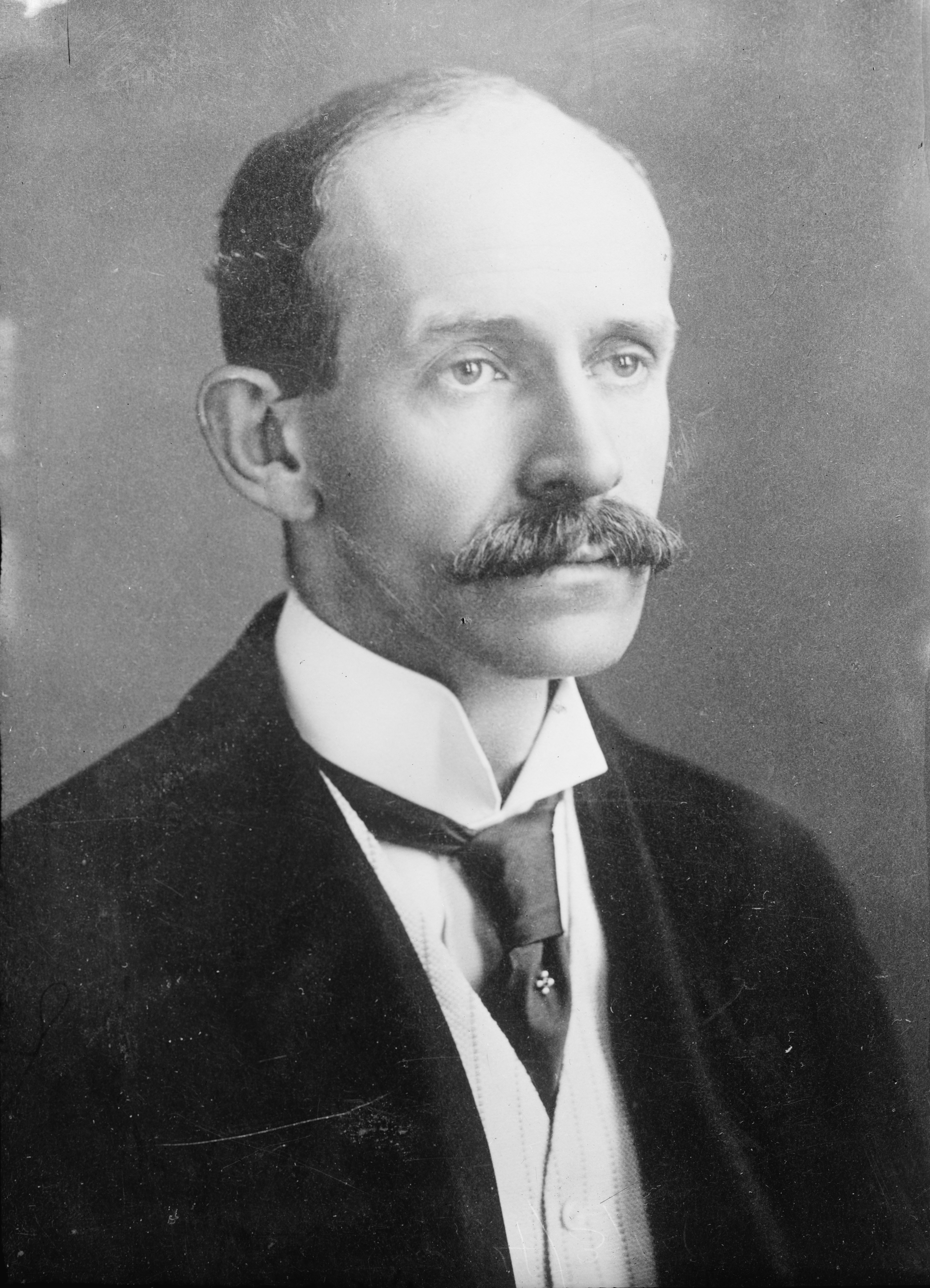
1914年ごろの肖像写真。

初代クイックスウッド男爵ヒュー・リチャード・ヒースコート・ガスコイン＝セシル（英語: Hugh Richard Heathcote Gascoyne-Cecil, 1st Baron Quickswood PC、1869年10月14日 – 1956年12月10日）は、イギリスの政治家、貴族。イギリスの首相第3代ソールズベリー侯爵ロバート・ガスコイン＝セシルの五男であり、庶民院議員を通算11期38年務めた。保守党に所属し、宗教問題に関心を寄せ、1902年教育法、1914年ウェールズ教会法に反対した。私生活では生涯未婚で、ウィンストン・チャーチルの親しい友人だった。

## 生涯

### 生い立ち
イギリスの首相第3代ソールズベリー侯爵ロバート・ガスコイン＝セシルと妻ジョージナ・シャーロットの五男として、1869年10月14日に生まれた。イートン・カレッジで教育を受けた後、1887年10月15日にオックスフォード大学ユニヴァーシティ・カレッジに入学、1891年に歴史学でB.A.の第一級優等学位（first-class honours）を修得、同年にハートフォード・カレッジのフェローになった。

### 1度目の議員期

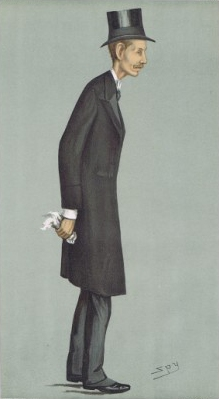
『バニティ・フェア』1900年10月18日号におけるカリカチュア、レスリー・ウォード画。

父の秘書官補の1人を務めた後、1895年イギリス総選挙で保守党候補として1人区のグリニッジ選挙区から出馬、4,802票を得て当選した。1900年イギリス総選挙で5,454票を得て再選した。議会では教会問題に関心を寄せて「教会党」（Church Party、保守党のうちイングランド国教会を支持する一派）、貴族院における聖職貴族廃止に反対し、国教会における懲戒を主教と大主教の管轄から外すことにも反対した。これらの弁論で演説の調子を高尚かつ力あるものとして評価された。1902年教育法をめぐり第二読会で国教会と国教忌避者の協力を提唱し、その二者が合意できる部分として親が自身の信仰の教育を子供に受けさせる権利があると主張した。同法の審議で従兄にあたる首相アーサー・バルフォアが賛成した修正案に反対するなど独立傾向があり、やがてヒューリガンと呼ばれる保守党のバルフォア不満派が形成されるに至った。ウィンストン・チャーチルもヒューリガンの一員だった。『ブリタニカ百科事典第12版』はヒューリガンにランドルフ・チャーチル卿の第四党色が見られると評した。
ジョゼフ・チェンバレンによる関税改革にも大英帝国を「巨大な利益分配事業」に格下げするものとして反対し、統一党自由食糧同盟のなかでも名の知れた人物になったが、関税改革賛成派に批判され、1906年イギリス総選挙で2,356票（3位）しか得られず落選した。

### 2度目の議員期と第一次世界大戦
関税改革に反対したにもかかわらず、1910年1月イギリス総選挙でオックスフォード大学選挙区から出馬して当選、1910年12月イギリス総選挙でも無投票で再選した。2度目の議員期では1911年議会法に反対した。首相ハーバート・ヘンリー・アスキスが国王ジョージ5世に対し、議会法案が貴族院で可決されない場合には貴族を創家すべきだと助言すると、セシルはアスキスを「売国奴」と批判し、1911年7月24日の審議で大騒ぎしてアスキスが発言できないようにした。この出来事により、セシルの一派はフーリガンをもじった「ヒューリガン」と呼ばれるようになった。その後も1914年ウェールズ教会法、1914年アイルランド統治法に反対し、特に後者はアイルランドを「妻から愛人に格下げ」するもの、すなわちグレートブリテンがアイルランドと合同している状態からアイルランドを所有している状態に変更するものとして批判した。
第一次世界大戦が勃発すると、1915年4月5日に見習い期間つきの少尉としてイギリス陸軍航空隊に入隊、10月15日、中尉に昇進した。同年に見習い期間が終了して正式に配属された。1919年1月18日に軍務から引退した。飛行機の操縦を勉強しているとき、大胆な操縦をしたため、入隊自体はできたものの、1人で飛ばないという条件がついてしまった。その間も議会活動が続き、1917年にメソポタミア戦役の調査委員会の委員に就任、1918年には政府がヒュー・トレンチャードに不当な扱いをしたと批判した。1918年1月16日、枢密顧問官に任命された。役職なしのバックベンチャー（平議員）としては異例の任命だった。
1918年以降のオックスフォード大学選挙区は完全連記制を採用しており、セシルは1918年（2,771票）、1922年（3,185票）、1923年（3,560票）、1924年（4,320票）、1929年（6,012票）、1931年（無投票）、1935年（7,365票）といずれも無投票か得票数1位で再選している。1921年に長兄ロバートとともに野党に転じた。1924年にオックスフォード大学よりD.C.L.の名誉学位を授与された。戦間期にも宗教問題について演説したものの、キリスト教の教義への解釈が厳しすぎて説得力が減り、離婚した人物の再婚を禁ずる要求が大差で退けられるなど影響力が低下した。

### 晩年
1936年にイートン・カレッジのプロボストに任命され、これに伴い1937年初に庶民院議員を退任した。イートンではチャペルでの礼拝のとき、最初の定型文に「平信者として平信者のみなさんに、聖職者の権威（authority）なしで道を説く」という内容があったが、『オックスフォード英国人名事典』が評するところでは、この言葉にもかかわらずその後の説教は命令的（authoritative）であるという。
1941年1月25日、連合王国貴族であるハートフォード州におけるクロットホールのクイックスウッド男爵に叙された。貴族院ではあまり活動的ではなかった。
1944年に退任してボーンマスに引退した。1956年12月10日に同地で生涯未婚のまま死去、爵位は廃絶した。

## 著作
- Cecil, Lord Hugh (1912). Conservatism (英語). London: Williams and Norgate.

このほかにいくつかの演説が出版されている。

## 人物
自由党の政治家ルウェリン・アザーリー＝ジョーンズの自伝『Looking Back: Reminiscences of a Political Career』（1925年）によれば、ウィンストン・チャーチルのとなりに座っていたアザーリー＝ジョーンズがセシルの演説を聞いて、その力を賞賛したところ、チャーチルは演説が自身にとって苦痛であり、「私も彼の力があればいいのに」と述べた。ジョージ・カーゾンもセシルの演説を「音楽の魅力と先見者の歓喜が合わさったもの」と評価した。一方で『オックスフォード英国人名事典』によれば身ぶりに癖があり、体が弱く、声も響き渡るにはピッチが高すぎた。
ウィンストン・チャーチルとは同じヒューリガンの一員と政治観が合ったほか、1908年にチャーチルが結婚したとき、セシルが花婿付き添い（best man）を務め、1941年にセシルが男爵に叙されたのも首相になったチャーチルの推薦を受けたためだった。